# E číslo (kód)
E číslo (písmeno E a troj- až čtyřmístný číselný kód), je označení přídatné látky v potravinářství, kódování se užívá v zemích EU.

## Původ a možná rizika
Skupina látek je velmi různorodá, shrnuje látky s různým původem. Společným jmenovatelem je zdravotní nezávadnost v době vzniku seznamu. Látky mají rovněž odlišná rizika, je dobré uvědomit si, že některé látky ze seznamu jsou podávány ve vyšších dávkách jako léky (vitamín C, riboflavin, citrát hořečnatý.
Původ:
- Přírodní látka, získaná přírodní cestou
- Látka vyskytující se v přírodě, získaná synteticky
- Syntetická přísada, původně nepoužívaná jako potravina

Míra nebezpečnosti látek je přehodnocována, prokazatelně rizikové látky jsou vyřazovány, nebo je omezováno používané množství.
Nařízení (ES) č. 1333/2008 o potravinářských přídatných látkách rovněž stanovuje základní podmínky, pro použití přídatné látky:
- nepředstavuje žádné zdravotní riziko pro spotřebitele,
- existuje odůvodněná technologická potřeba použití
- spotřebitel není klamán např. s ohledem na čerstvost, jakost použitých složek, přirozenosti produktu
- přídatná látka musí poskytovat výhody a přínos pro spotřebitele (např. zachování výživové jakosti potraviny, zlepšení schopnosti potraviny zachovat si jakost nebo stabilitu, zlepšení organoleptických vlastností).

Přes tyto omezení jsou nyní u některých látek uváděna rizika:
- Přísada nevhodná pro alergiky
- Přísada, která je v podezření jako příčina alergií, hyperaktivity
- Přísada, která může mít karcinogenní účinky